# Matteo Rabottini
Matteo Rabottini (Pescara, 14 de agosto de 1987) é um ciclista profissional italiano.
Estreia como profissional em 2011 com a equipa Farnese Vini-Neri Sottoli, no qual se encontra na atualidade.
Como amador proclamou-se campeão da Itália sub-23.
A sua vitória mais importante tem sido a 15ª etapa do Giro d'Italia de 2012 na ascensão a Pian dei Resinelli, quando depois de estar mas 150 km em fuga foi passado por Joaquim Rodríguez a 400 metros do final, mas o italiano pôde-se manter por detrás e passar-lo a faltar 50 m do final. Além disso ao final desse Giro, ganhou a classificação da montanha.
Em 12 de setembro de 2014 anunciou-se um positivo por EPO depois de uma amostra tomada em 7 de agosto. O Neri Sottoli, equipa ao que pertencia, anunciou seu despedimento de forma imediata. Um ano mais tarde confessaria.

## Palmares
2011
- 1 etapa da Volta à Turquia

2012
- 1 etapa do Giro d'Italia, mais classificação da montanha

2014
- 3º no Campeonato da Itália em Estrada

## Resultados nas grandes voltas
| Corrida            | 2011 | 2012 | 2013 | 2014 |
| ------------------ | ---- | ---- | ---- | ---- |
| Giro d'Italia      | 112º | 60º  | 55º  | 17º  |
| Tour de France     | -    | -    | -    | -    |
| Vuelta a España    | -    | -    | -    | -    |
| Mundial em Estrada | -    | -    | -    | -    |

-: não participa

Ab.: abandono

## Equipas
- Farnese Vini/Vini Fantini/Neri Sottoli (2011-2014)
  - Farnese Vini-Neri Sottoli (2011)
  - Farnese Vini-Selle Itália (2012)
  - Vini Fantini-Selle Itália (2013)
  - Neri Sottoli (2014)
- Meridiana Kamen (2016)